# Roman Tschäppeler
Roman Tschäppeler (* 1978 in Bern) ist ein Schweizer Manager und Autor von Sachbüchern.

## Werdegang
Roman Tschäppeler wurde 1978 in Bern geboren. Er studierte in Aarhus in Dänemark an der Hochschule KaosPiloterne („Chaospiloten“) und machte hier 2003 seinen Abschluss. Danach machte er an der Zürcher Hochschule der Künste ein Kunststudium, das er als Master abschloss. Danach eröffnete er in Zürich sein Atelier Guzo und trat als Produzent von Filmen, Kulturprojekten und Kampagnen auf. Er übernahm das Management für den Schweizer Starkoch Ivo Adam und entwickelte für ihn mehrere Kochbücher.
Tschäppeler ist zudem Co-Autor mehrerer Sachbücher aus den Themenbereichen Kommunikation und Entscheidungsfindung, die er mit Mikael Krogerus herausbrachte. Zu seinen erfolgreichsten Titeln, die in mehrere Sprachen übersetzt wurden und es auch auf internationale Bestsellerlisten brachten, gehören unter anderem 50 Erfolgsmodelle und Das Fragebuch.

## Veröffentlichungen

### Mit Ivo Adam
- Kochen, kombinieren, komponieren. Werd-Verlag, Zürich 2006, ISBN 978-3-85932-527-2.
- Frisch gepresst: Aus dem Notizbuch eines Spitzenkochs. Echtzeit-Verlag, Basel 2010, ISBN 978-3-905800-44-9.

### Mit Mikael Krogerus (Duo RTMK – Roman Tschäppeler und Mikael Krogerus)
- 50 Erfolgsmodelle. Kleines Handbuch für strategische Entscheidungen. Kein & Aber, Zürich 2008, ISBN 978-3-0369-5529-2.
- Kinderfragebuch. Kein & Aber, Zürich 2012, ISBN 978-3-0369-5644-2.
- Die Welt erklärt in drei Strichen. Kein & Aber, Zürich 2013, ISBN 978-3-0369-9134-4.
- Das Testbuch. Kein & Aber, Zürich 2014, ISBN 978-3-0369-5707-4.
- Fragebuch. Kein & Aber, Zürich 2014, ISBN 978-3-0369-9104-7.
- Mein Fragebuch. Kein & Aber, Zürich 2014, ISBN 978-3-0369-5695-4.
- Kommunikationsbuch – wie man sich besser verständigt. Kein & Aber, Zürich 2017, ISBN 978-3-0369-5771-5.

#### Reihe Kleine Bücher für grosse Fragen
- Entscheiden. Die besten Strategien für große Beschlüsse. Kein & Aber, Zürich 2021, ISBN 978-3-0369-9481-9.
- Machen. Eine Anleitung fürs Loslegen, Dranbleiben und zu Ende führen. Kein & Aber, Zürich 2021, ISBN 978-3-0369-5857-6.
- Reden. Gute Ideen für bessere Kommunikation. Kein & Aber, Zürich 2021, ISBN 978-3-0369-5861-3.
- Erkennen. Das Psycho-Testbuch für Neugierige. Kein & Aber, Zürich 2021, ISBN 978-3-0369-5859-0.
- Fragen. Der Leitfaden für aufregende Gespräche. Kein & Aber, Zürich 2021, ISBN 978-3-0369-5860-6.
- Zusammenarbeiten. Ein Wegweiser, um gemeinsam Großes zu erreichen. Kein & Aber, Zürich 2022, ISBN 978-3-0369-5885-9.
- Faustregeln. Kurze Erklärungen für komplizierte Situationen. Kein & Aber, Zürich 2024, ISBN 978-3-0369-5050-1.